# Alojz Benac
Alojz Benac, né le 20 octobre 1914 à Derventa et mort le 6 mars 1992 à Sarajevo, était un archéologue et historien bosnien et yougoslave.

## Biographie
Alojz Benac a étudié la philologie classique et l'archéologie à la Faculté de philosophie de l'université de Belgrade, où il obtint son diplôme en 1937. Il décrocha son doctorat à l'Université de Ljubljana en 1951. De 1947 à 1967, Benac travailla au Musée national de Bosnie-Herzégovine, dont il fut le directeur de 1957 à 1967. Par la suite, il quitta ses fonctions au musée pour devenir professeur d'archéologie et d'histoire ancienne à la Faculté de philosophie de l'Université de Sarajevo, poste qu'il occupa de 1968 à 1978.
Il fut également le fondateur et le premier directeur du Centre d'études balkaniques, créé au sein de l'Académie des sciences et des arts de Bosnie-Herzégovine (ANUBiH). Entre 1971 et 1977, Benac occupa le poste de secrétaire général de l'ANUBiH, et de 1977 à 1981, il en fut le président.
Les recherches de Benac se concentrèrent principalement sur la préhistoire des Balkans occidentaux. 
Il dirigea de nombreuses fouilles archéologiques systématiques, explorant des sites majeurs tels qu'Arnautovići (Visoko), Crvena Stijena (Monténégro), Hrustovača à Hrustovo (Sanski Most), Obre I et II (Kakanj), Zecovi (Prijedor), et Zelena Pećina à Blagaj (Mostar), entre autres.
En plus de ses contributions archéologiques, Benac devint rédacteur en chef de la série monumentale en cinq volumes Praistorija jugoslavenskih zemalja (Préhistoire des pays yougoslaves) publiée entre 1979 et 1986,.
En 1967, Benac est admis comme membre régulier de l'ANUBiH. Il devint également membre correspondant de plusieurs académies prestigieuses, notamment l'Académie yougoslave/croate des sciences et des arts, l'Académie serbe des sciences et des arts, et l'Académie slovène des sciences et des arts. Il fut aussi membre de nombreuses institutions scientifiques internationales.

## Historiographie
Concernant la datation des stećci (pierres tombales médiévales caractéristiques de la Bosnie), Benac, aux côtés de Nada Miletić, proposa une datation située au XIIIe siècle. Cependant, cette datation fut contestée, notamment par Šefik Bešlagić et Dubravko Lovrenović, qui situèrent l'origine des stećci au milieu du XIIe siècle.

## Publications
- (bs) Obre II – neolitsko naselje butmirske grupe na Gornjem polju [« Obre II – Un établissement néolithique du groupe de Butmir dans la plaine de Gornje »], 1971
- (bs) Prehistorijsko naselje Nebo i problem butmirske kulture [« L'établissement préhistorique de Nebo et le problème de la culture de Butmir »], 1952
- (bs) Glasinac, vol. I et II, 1957 et 1959
- (de) Studien zur Stein und Kupferzeit im nordwestlichen Balkan [« Études sur l'âge de la pierre et du cuivre dans les Balkans du nord-ouest »], 1962